# Cronica anglo-saxonă

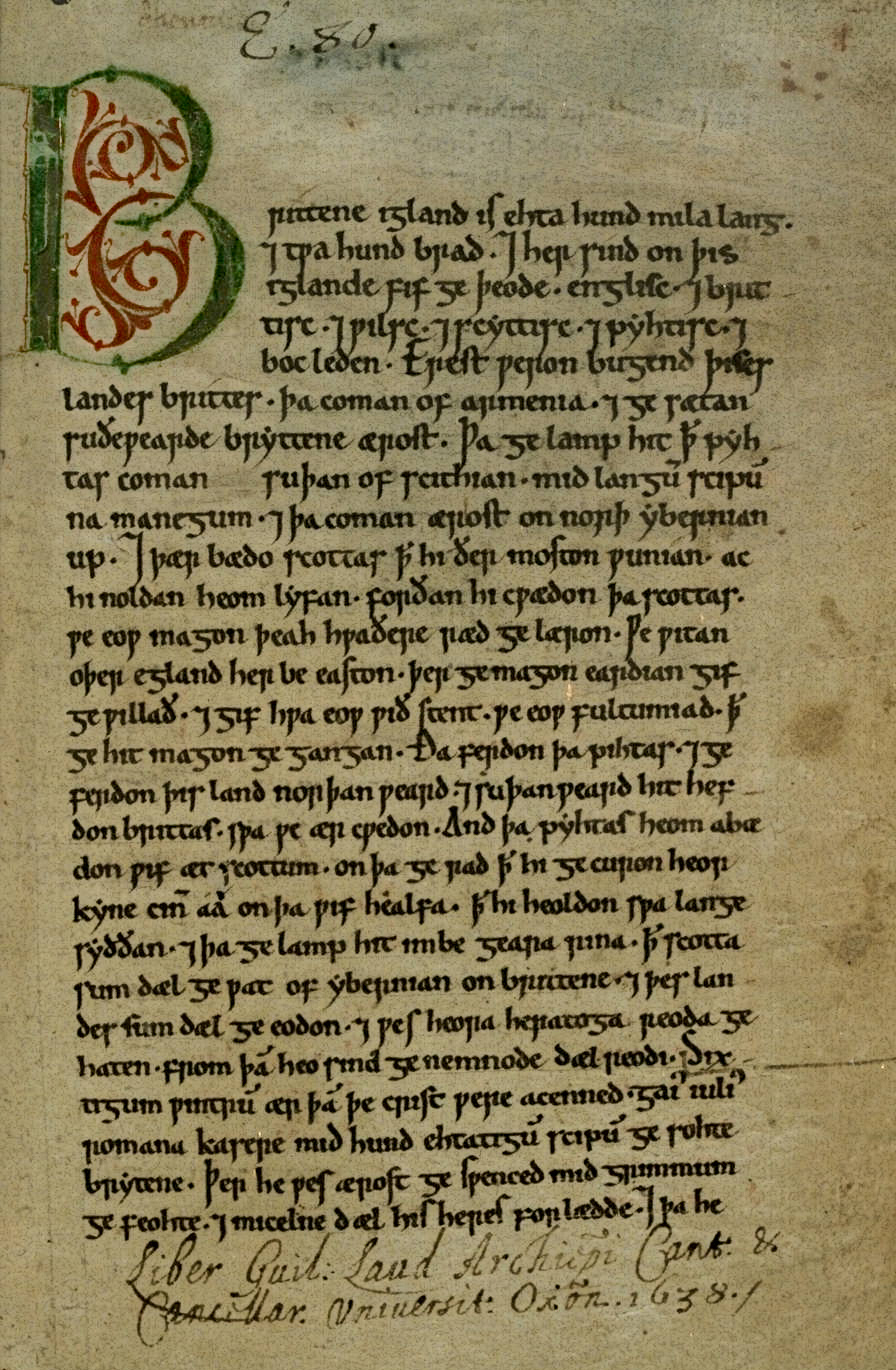
Prima pagină din Cronica Peterborough.

Cronica anglo-saxonă este o colecție de anale scrise în limba engleză veche, care descrie istoria anglo-saxonilor de la creștinarea Angliei până la mijlocul secolului al XII-lea.
Analele au fost scrise prima dată la sfârșitul secolului al IX-lea, probabil la Wessex, în timpul domniei regelui Alfred cel Mare. S-au făcut copii multiple ale manuscriptului, care apoi au fost distribuite mănăstirilor din Anglia, acestea fiind apoi completate cu date noi de către acestea. Este prima istorie a unei țări vest-europene în limba maternă.
Au supraviețuit 6 exemplare complete, plus 2 fragmente.